# South Wingfield
South Wingfield è un villaggio e parrocchia civile dell'Inghilterra, appartenente alla contea del Derbyshire.